# Eurodryas nigrolunata
Eurodryas nigrolunata är en fjärilsart som beskrevs av Fernández 1918. Eurodryas nigrolunata ingår i släktet Eurodryas och familjen praktfjärilar. Inga underarter finns listade i Catalogue of Life.